# Einöd (Gemeinde Kapfenberg)
Einöd ist eine Katastralgemeinde (830,71 ha) und Ortschaft am nördlichen Rand von Kapfenberg in der Steiermark. Die Ortschaft hat 124 Einwohner (Stand 1. Jänner 2024).
Nach dem Gemeindegesetzes von 1848 sollte im Jahre 1850 die Steuergemeinde Einöd (und andere) mit Kapfenberg in einen Steuerverband treten.
Kapfenberg wurde am 9. Mai 1924 als vierter Markt in der Steiermark zur Stadt erhoben und Einöd im selben Zug angegliedert (eingemeindet).
Vermutlich erste Besiedelung gab es vor etwa 5000 Jahren in der Jungsteinzeit. Hinweise dafür in finden sich in der Rettenwandhöhle, einer Tropfsteinhöhle mit 250 m langem Schauteil. Sie wurde 1922 erforscht und erschlossen, im Zweiten Weltkrieg diente sie als Schutzraum vor Luftangriffen.
Geringe Freiflächen im engen Tal werden ursprünglich durch Landwirtschaft genutzt.
Jakob Haberfellner erhielt 1784 die „Flossenzerrennfeuergerechtsame“ (Bewilligung des Eisenschmelzens), war anderswo von Hochwasser betroffen und verlegte 1787 nach Bewilligung durch das Grazer Guberniums seine gesamte Hammeranlage mit (damals) acht Feuern an die Stübming (Fluss; auch: Stübmingbach, Thörlbach) nach Einöd. „In der Krisenzeit um 1880 kaufte der Gewerke Hans Pengg von Auheim, dessen Familie im Besitz des Hammerwerkes am Thörl war, die Anlage und erzeugte bis 1922 Hufnägel.“ Ab 1923 Standort von Pengg-Walenta Steirische Kettenfabrik AG.
Im Jahr 1885 gründet Hans Pengg in Einöd ein Eisenwerk (Hansenhütte), aus welchem nach der Fusionierung mit der Grazer Kettenfabrik der Fa. Walenta die Pengg-Walenta KG entstand, die unter anderem Schneeketten erzeugt (PEWAG-Ketten).
Von 1896 bis etwa 1960 war Einöd auch Sitz eines Holzverarbeitungsbetriebes (Fa. Haberler), welcher bereits zu Beginn des 20. Jahrhunderts Spezialartikel aus Holz und Pappe in alle Welt exportierte. Ab 1936 wurden hier erstmals in Österreich leichte Holzfaserplatten hergestellt. Seit 1960 ist hier der Sitz des Kabelwerkes der Fa. Pengg.
Zwischen 1903 und 1923 wird die Capra-Quelle in Einöd gefasst und eine Wasserleitung entlang der Mariazeller Straße verlegt, um den Bedarf von Kapfenberg besser zu erfüllen. 1951 bis 1955 wurde die zentrale Brunnenanlage in Hafendorf geschaffen und die Einödquelle aufgelassen.